# Tinda
Tinda (rus: Ты́нда) és una ciutat de la província d'Amur, a Rússia. Es troba a Sibèria central, a la vora del riu Tinda (un afluent del riu Zeia), a 575 km al nord-oest de Blagovésxensk i a 6.500 km de Moscou.
La seva estació és una important cruïlla ferroviària entre la línia Baikal-Amur i la línia Amur-Iakutsk.

## Història
El primer assentament a l'emplaçament de l'actual ciutat fou un campament d'hivern i una àrea de descans amb el nom de Xkaburi, edificat el 1917 a causa de les obres de la línia de ferrocarril Baikal-Amur.
El 1928 el poble, que aleshores es deia Tindinski, va esdevenir un centre de treballadors per a la construcció de la principal carretera des d'Amur a Iakútia. El 1933 va començar la connexió de 180 km amb el Transsiberià a l'oest de Skovorodinó. El 1937 va obrir-se el tram en commemoració del vintè aniversari de la Revolució d'Octubre.
El 1941 Tindinski va rebre l'estatus d'assentament de tipus urbà. Durant la Segona Guerra Mundial, els rails del ferrocarril foren desmantellats i traslladats al front per fer-los servir en la línia Saràtov-Stalingrad.
La construcció del ferrocarril Baikal-Amur va reprendre's el 1972, al començament amb la construcció del segment fins a Tindinski. El 14 de novembre de 1975 la ciutat va adoptar el nom de Tinda amb el seu nou estatus de ciutat. El 1977 van acabar les obres de construcció fins a Berkakit, i el 1978 fins a Nériungri, al sud de Sakhà.
| 1959  | 1970  | 1979   | 1992   | 1996   | 2002   | 2009   |
| ----- | ----- | ------ | ------ | ------ | ------ | ------ |
| 3 100 | 3 400 | 41 700 | 62 200 | 53 200 | 40 100 | 37 871 |

## Clima
La seva temperatura mitjana anual és de −4,3 °C essent la mitjana de gener de −28 °C i la de juliol de 17,3 °C. La pluviometria mitjana anual és de 399 litres amb un màxim a l'estiu i un mínim a l'hivern.
| Dades climàtiques a Tinda          | Dades climàtiques a Tinda | Dades climàtiques a Tinda | Dades climàtiques a Tinda | Dades climàtiques a Tinda | Dades climàtiques a Tinda | Dades climàtiques a Tinda | Dades climàtiques a Tinda | Dades climàtiques a Tinda | Dades climàtiques a Tinda | Dades climàtiques a Tinda | Dades climàtiques a Tinda | Dades climàtiques a Tinda | Dades climàtiques a Tinda |
| Mes                                | gen                       | febr                      | març                      | abr                       | maig                      | juny                      | jul                       | ag                        | set                       | oct                       | nov                       | des                       | anual                     |
| ---------------------------------- | ------------------------- | ------------------------- | ------------------------- | ------------------------- | ------------------------- | ------------------------- | ------------------------- | ------------------------- | ------------------------- | ------------------------- | ------------------------- | ------------------------- | ------------------------- |
| Màxima rècord °C (°F)              | 0.0 (32)                  | −0.5 (31.1)               | 12.4 (54.3)               | 25.3 (77.5)               | 34.0 (93.2)               | 35.2 (95.4)               | 37.2 (99)                 | 34.4 (93.9)               | 28.2 (82.8)               | 20.2 (68.4)               | 6.2 (43.2)                | 0.0 (32)                  | 37.2 (99)                 |
| Màxima mitjana °C (°F)             | −23.0 (−9.4)              | −16.0 (3.2)               | −6.1 (21)                 | 4.1 (39.4)                | 13.9 (57)                 | 22.1 (71.8)               | 24.3 (75.7)               | 21.5 (70.7)               | 13.7 (56.7)               | 1.4 (34.5)                | −13.7 (7.3)               | −23.4 (−10.1)             | 1.6 (34.9)                |
| Mitjana diària °C (°F)             | −29.0 (−20.2)             | −24.0 (−11.2)             | −14.8 (5.4)               | −3.0 (26.6)               | 6.6 (43.9)                | 14.4 (57.9)               | 17.2 (63)                 | 14.3 (57.7)               | 6.7 (44.1)                | −5.6 (21.9)               | −20.2 (−4.4)              | −28.7 (−19.7)             | −5.5 (22.1)               |
| Mínima mitjana °C (°F)             | −35.1 (−31.2)             | −32.0 (−25.6)             | −23.5 (−10.3)             | −10.1 (13.8)              | −0.7 (30.7)               | 6.6 (43.9)                | 10.0 (50)                 | 7.1 (44.8)                | −0.4 (31.3)               | −12.5 (9.5)               | −26.8 (−16.2)             | −34.0 (−29.2)             | −12.6 (9.3)               |
| Mínima rècord °C (°F)              | −50.0 (−58)               | −49.0 (−56.2)             | −42.2 (−44)               | −35.0 (−31)               | −12.8 (9)                 | −3.9 (25)                 | −1.1 (30)                 | −6.0 (21.2)               | −15.0 (5)                 | −32.5 (−26.5)             | −45.0 (−49)               | −48.9 (−56)               | −50 (−58)                 |
| Precipitació mitjana mm (polzades) | 11.4 (0.449)              | 11.9 (0.469)              | 19.7 (0.776)              | 38.3 (1.508)              | 74.7 (2.941)              | 125.2 (4.929)             | 123.3 (4.854)             | 143.4 (5.646)             | 76.4 (3.008)              | 42.8 (1.685)              | 23.4 (0.921)              | 19.5 (0.768)              | 710 (27.954)              |
| Humitat relativa mitjana (%)       | 75.2                      | 68.1                      | 62.4                      | 58.3                      | 59.1                      | 66.4                      | 74.9                      | 77.9                      | 72.5                      | 71.2                      | 76.6                      | 76.2                      | 69.9                      |
| Font: climatebase.ru (1948-2011)   |                           |                           |                           |                           |                           |                           |                           |                           |                           |                           |                           |                           |                           |

## Galeria d'imatges

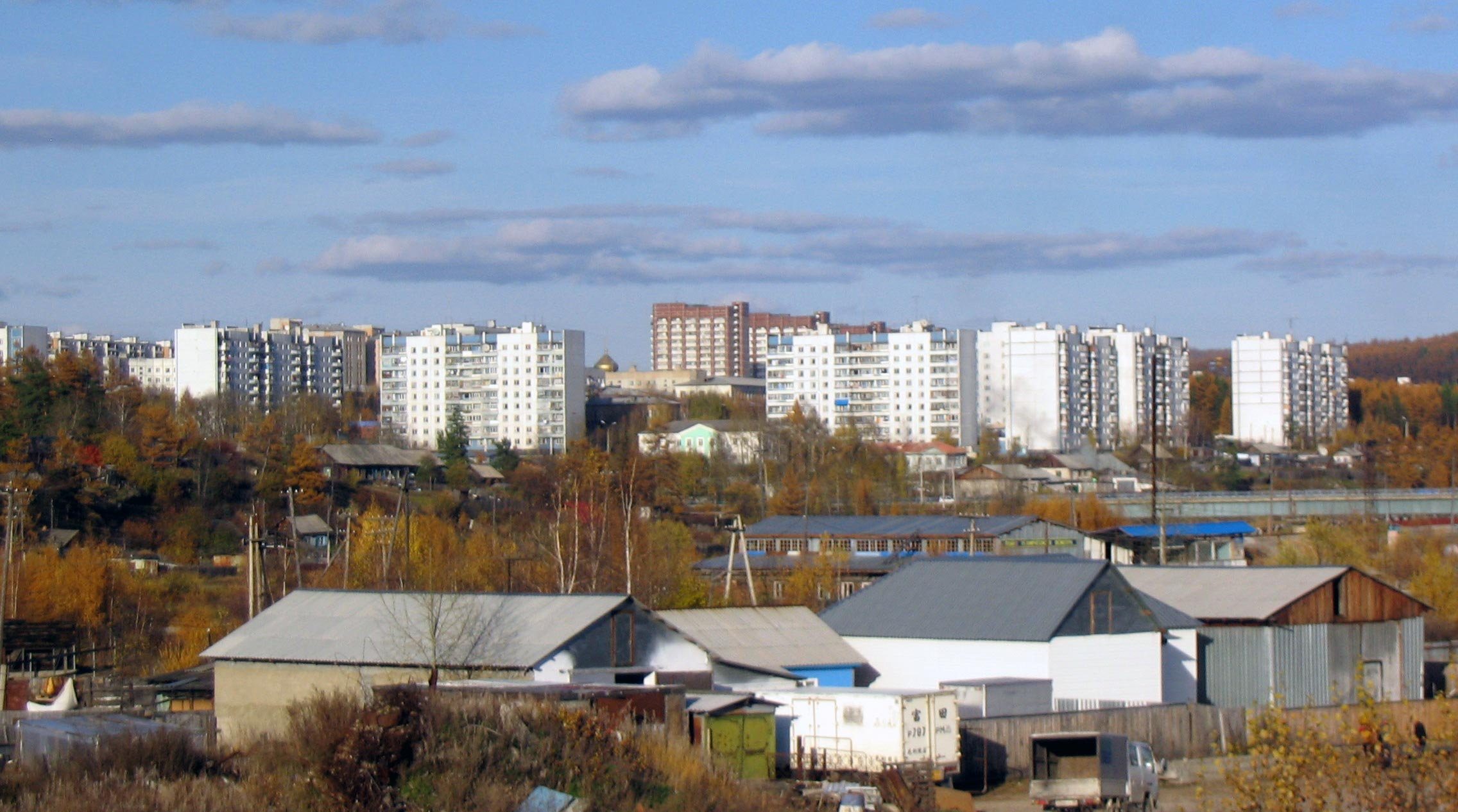
Vista des de la riba dreta
- Estació de tren
- Estació de tren
- Panorama de la ciutat
- Tinda al febrer
- Panorama
- Octubre
Tinda a l'estiu
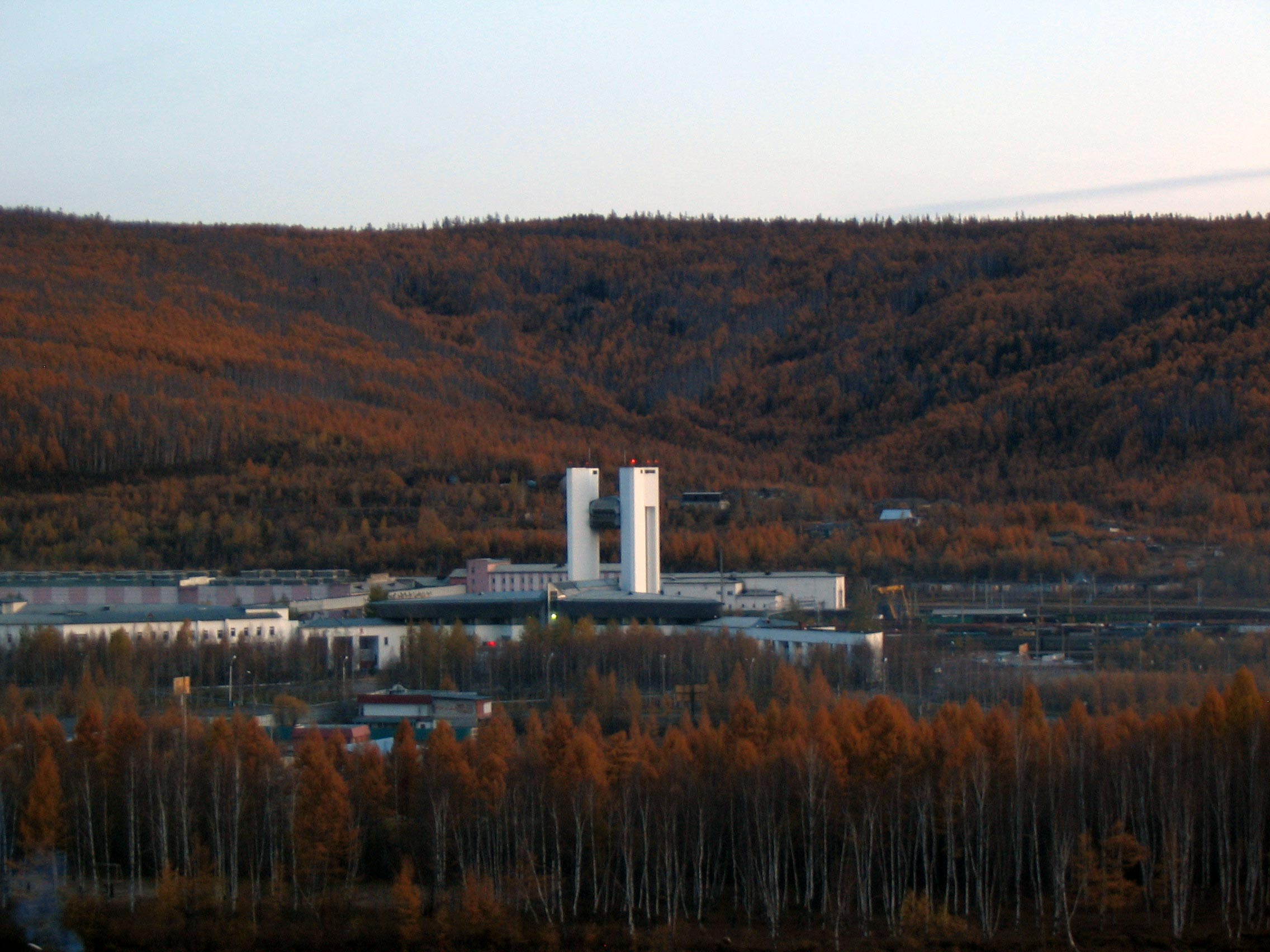
Estació de tren
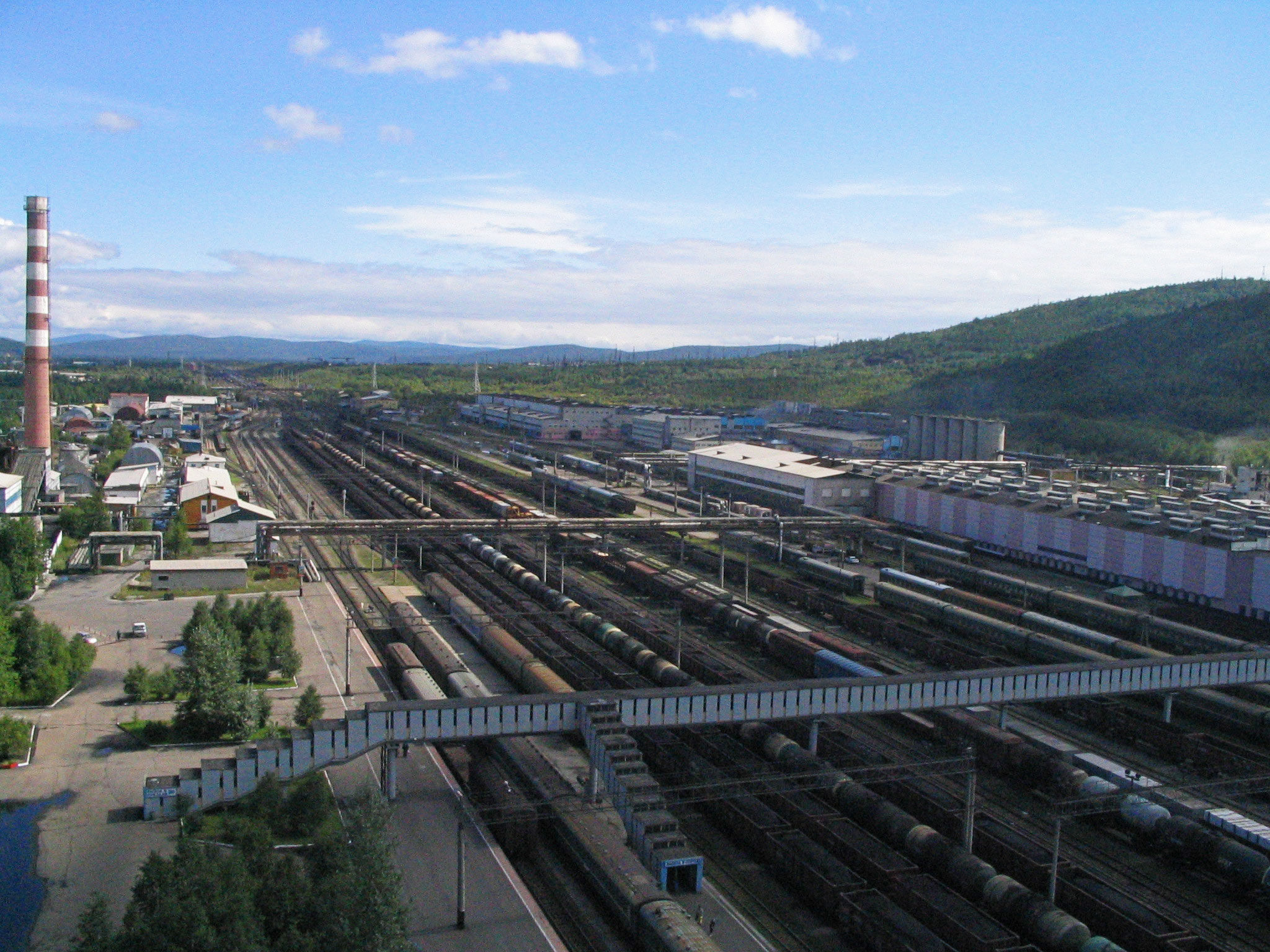
Estació de tren
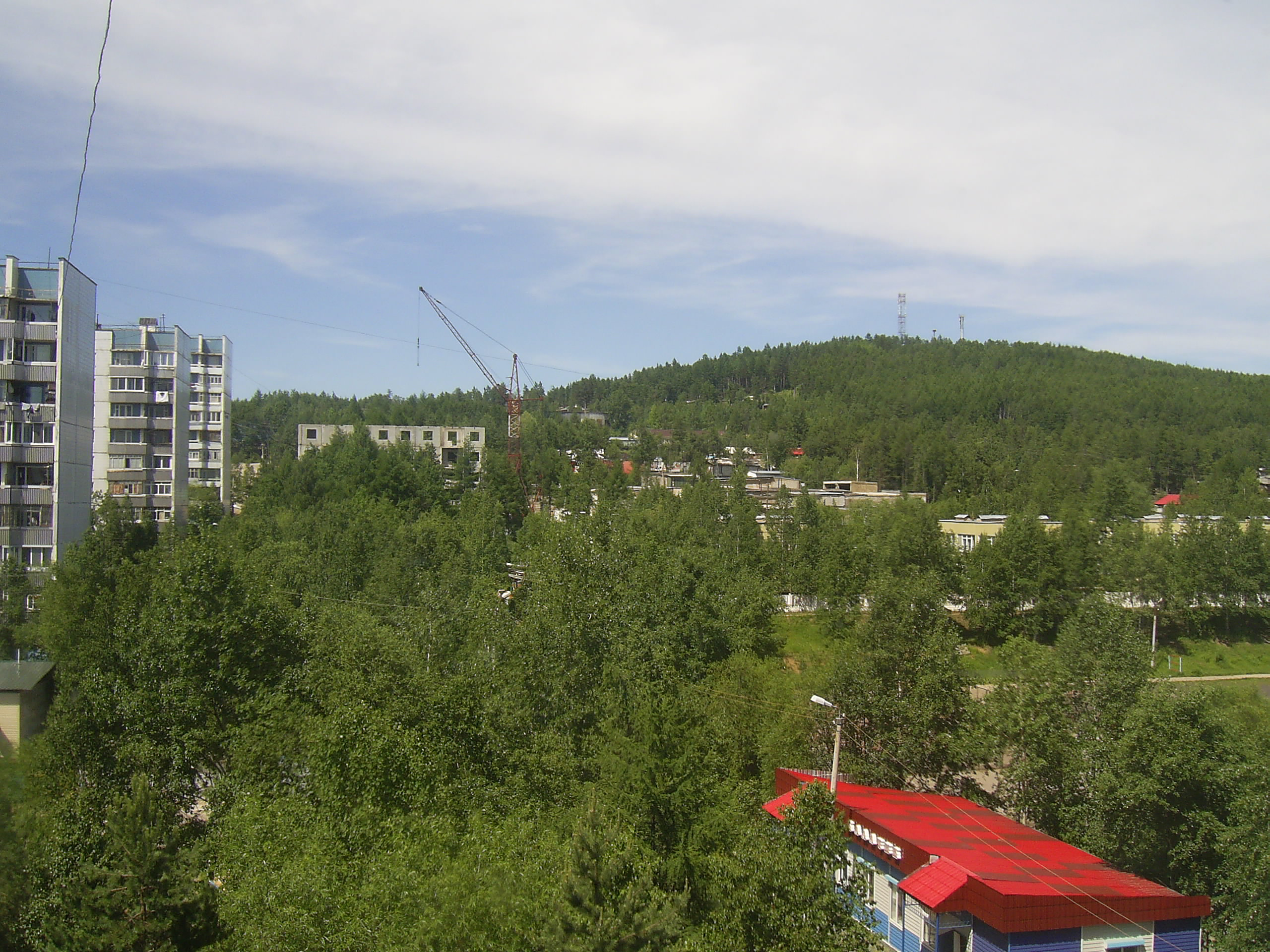
Panorama de la ciutat
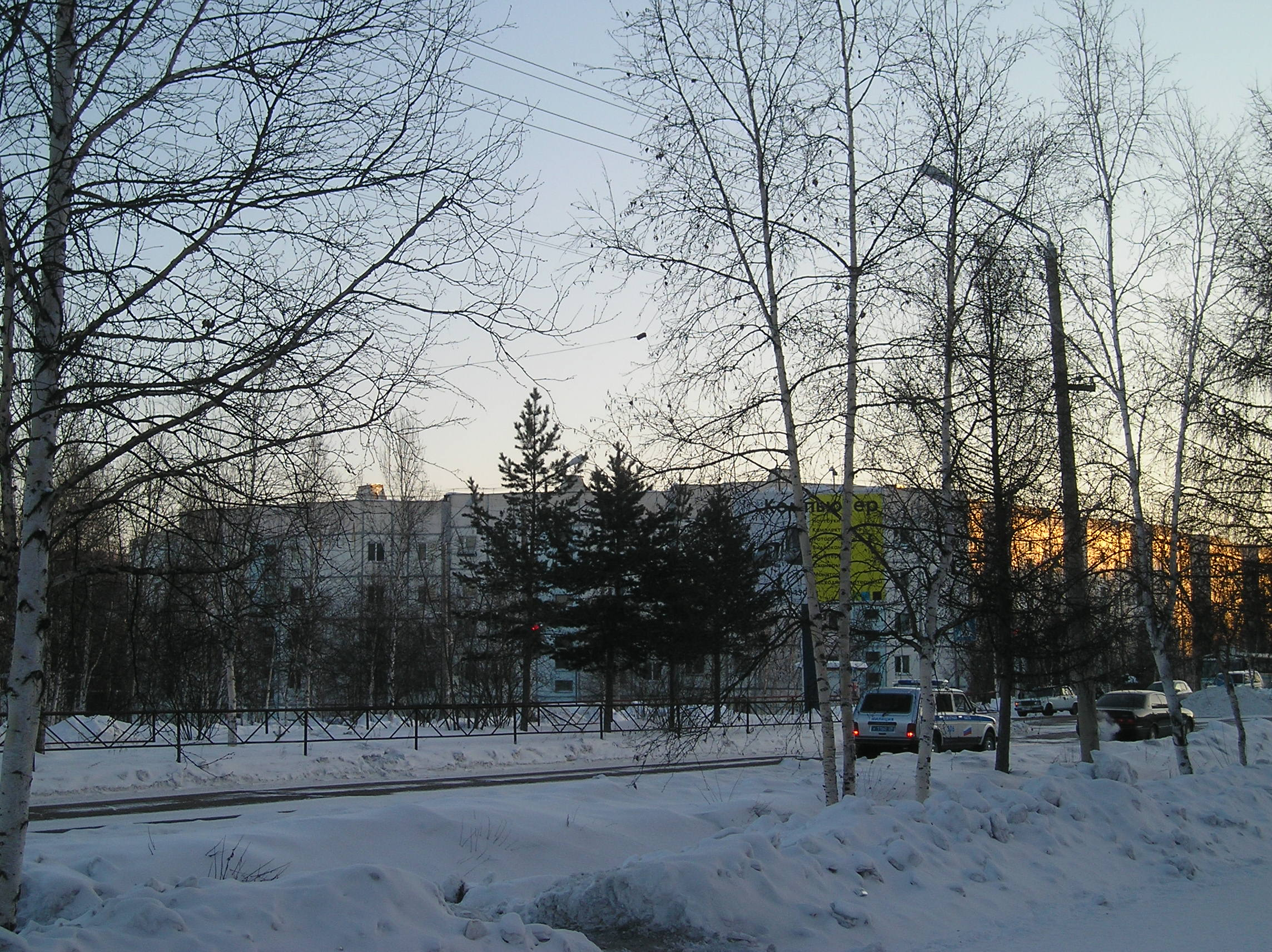
Tinda al febrer
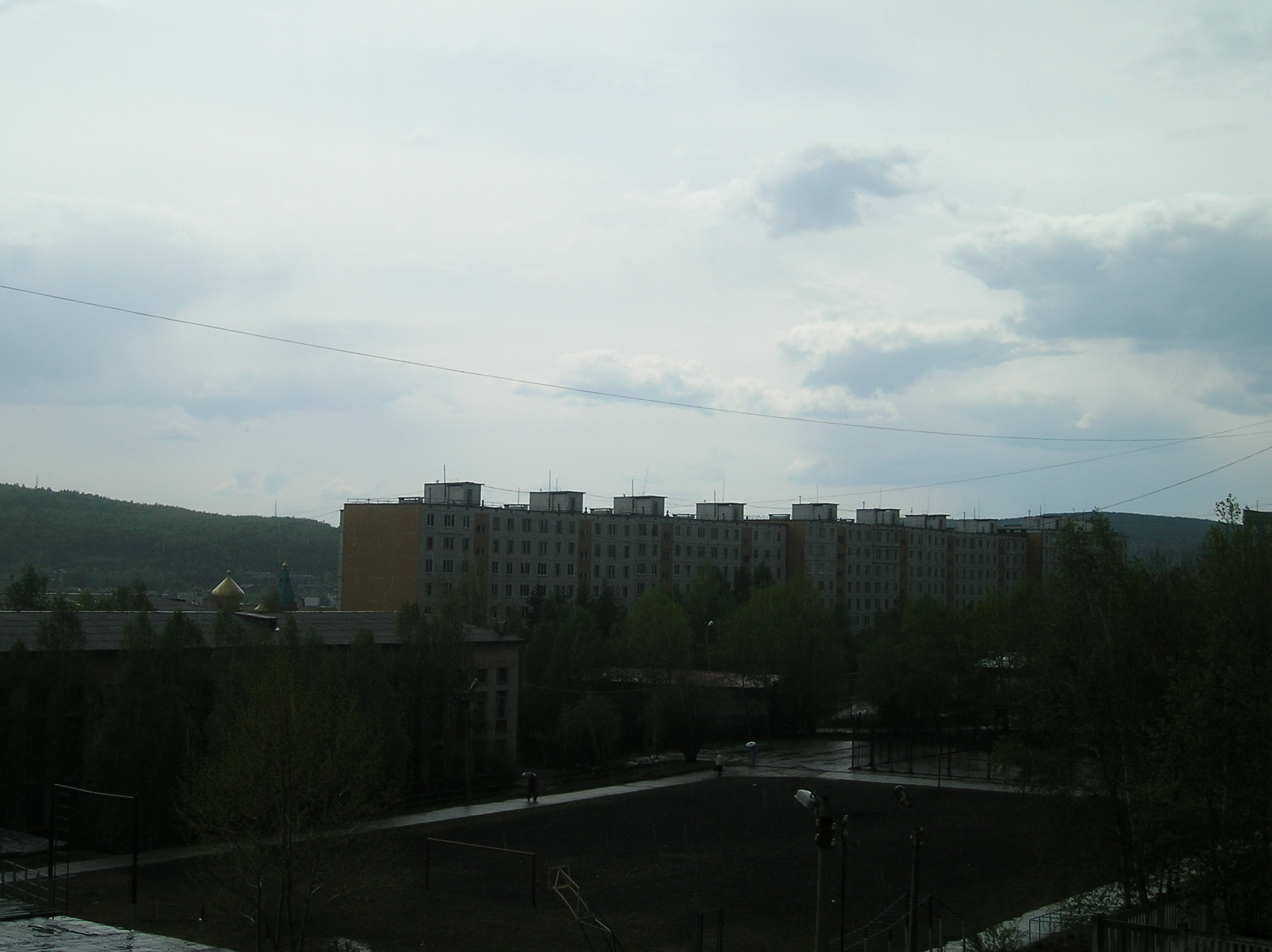
Panorama
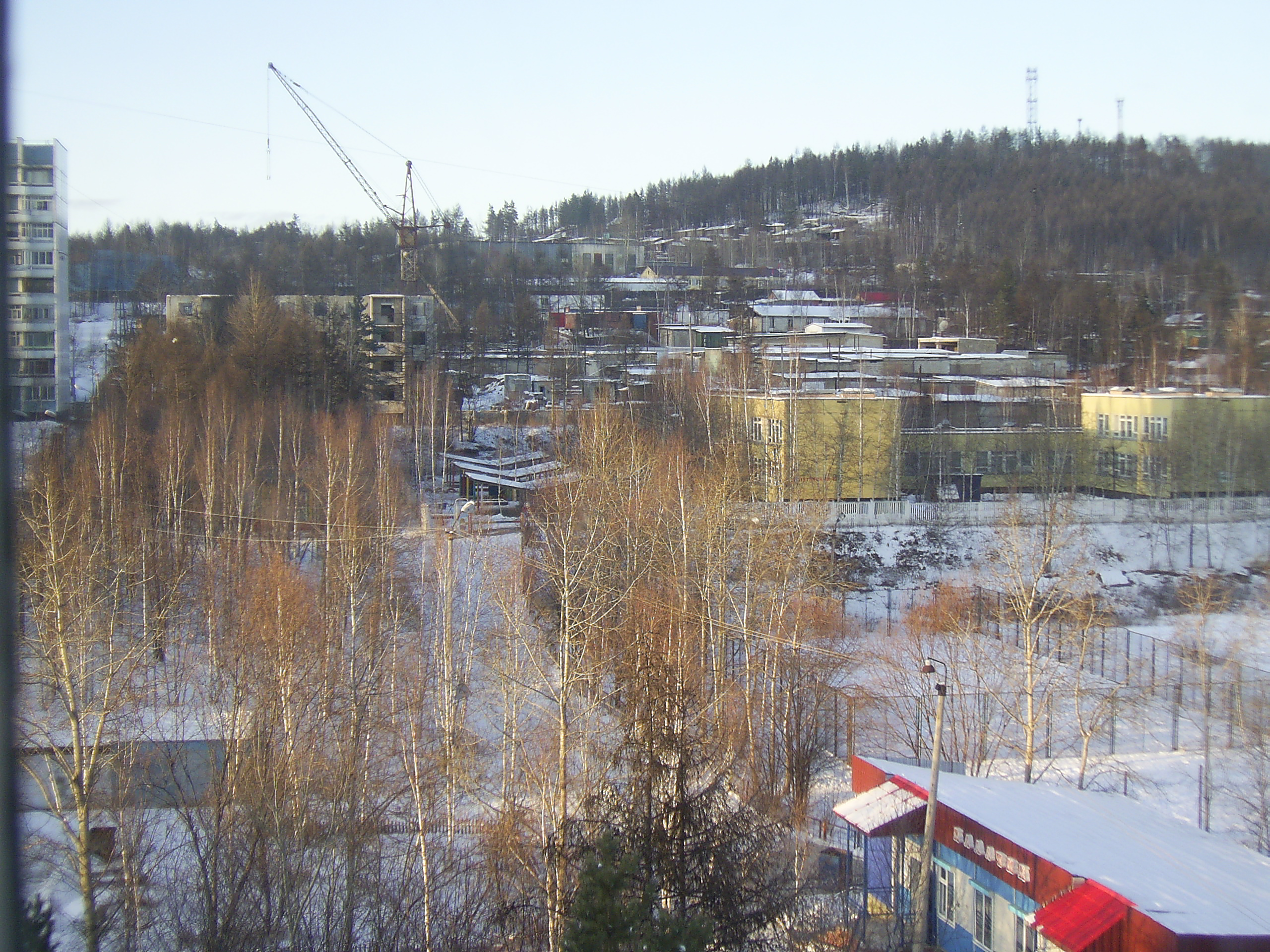
Octubre
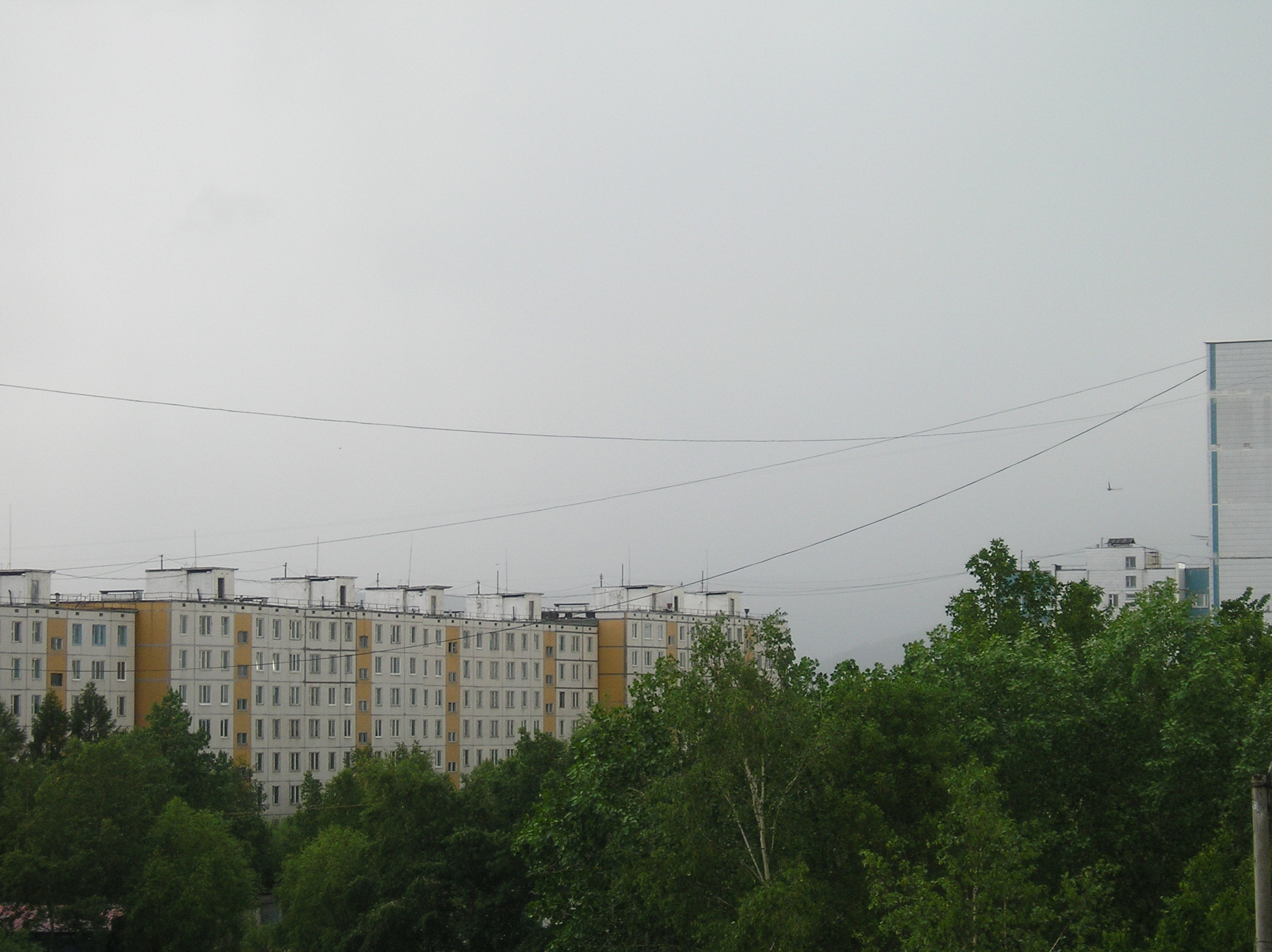
Tinda a l'estiu